# 제르바섬 해전
제르바 섬 해전은 1560년 튀니지 제르바 섬(튀르키예어: Cerbe 제르베[*]) 인근에서 오스만 제국 해군 함대와 기독교 동맹(제노바 공화국-베네치아 공화국-스페인-교황령-몰타 기사단) 해군 함대 사이에 일어난 해전이다.

## 전투 이전
1538년 프레베자 해전에서 유럽의 신성 동맹 연합 해군은 바르바로스 하이렛딘 파샤 해군 제독이 이끄는 오스만 제국 해군 함대에 패배하였다. 1541년에는 신성 로마 제국의 황제 카를 5세가 참전하며 대규모 알제 원정을 실시했으나 변변한 전투 한번 제대로 치루지 못한채 기상악화로 인해 실패하였다.
스페인, 베네치아 공화국을 중심으로 한 지중해 세계의 유럽 세력은 오스만 제국과 바르바리 해적을 거대한 위협으로 판단했다. 1558년에는 오스만 제국의 피알리 파샤(Piali Pasha)가 발레아레스 제도를 침공했고 드라구트(Dragut)와 함께 스페인 지중해 함대를 습격했다.
1558년 스페인의 펠리페 2세 국왕은 교황 바오로 4세에게 호소한 끝에 트리폴리를 수복하기 위한 차원에서 유럽 함대를 편성했다. 트리폴리는 원래 몰타 기사단의 영토였지만 1551년 8월 피알리 파샤가 점령한 뒤부터 쉴레이만 1세 술탄으로부터 베이(Bey, 총독)이 지배하는 속주로 인정받았다.

## 전투 준비
기독교 동맹 해군 함대는 제노바 공화국, 토스카나 대공국, 교황령, 몰타 기사단을 중심으로 결성되었다. 메시나에서 창설된 기독교 동맹 해군 함대는 제노바 공화국의 조반니 안드레아 도리아(1530-1606) 제독이 지휘관을 맡았다. (조반니 안드레아 도리아는 안드레아 도리아(1466-1560)의 재종손자이다.)
기독교 동맹 해군 함대는 갤리 54척, 그 외의 선박 66척을 이끌고 항해를 시작했다. 기독교 동맹 해군 함대는 먼저 몰타를 항행했지만 악천후로 인해 2개월 동안 몰타에서 정박했고 선원 2,000명이 질병으로 사망하고 만다.
기독교 동맹 해군 함대는 1560년 2월 10일에 트리폴리 방향으로 출항했다. 원정대는 트리폴리에서 멀지 않은 지점에 상륙했지만 음료수 부족, 전염병, 악천후로 인해 목표 지점을 포기했고 3월 7일에 통과 지점이었던 제르바 섬으로 귀환했다.
오스만 제국 해군 함대 소속 갤리·갤리엇 86척은 피알리 파샤 해군 사령관의 지시에 따라 이스탄불에서 항해를 시작했다. 오스만 제국 해군 함대는 1560년 5월 11일에 제르바 섬에 도착했는데, 기독교 동맹측은 전혀 예상치 못했었기 때문에 매우 놀라고 당황했다.

## 전투 과정
전투는 몇 시간 만에 기독교 동맹 해군 함대 소속 갤리 가운데 절반 이상이 오스만 제국 해군 함대에 의해 격침, 나포되면서 마무리되었다. 남아 있던 병사들은 완공된 요새로 대피했다.
오스만 제국의 피알리 파샤, 드라구트는 기독교 동맹 해군 함대 요원들이 숨어 있던 요새를 습격했고 일부 군인들은 조반니 안드레아 도리아(1530-1606)가 이끄는 소형 선박을 타고 탈출했다. 3개월 동안에 벌어진 공방전 끝에 기독교 동맹의 요새 방어 부대는 오스만 제국 군대에게 투항하고 만다.
피알리 파샤는 약 5,000명에 달하는 포로를 이스탄불로 압송했으며 이 가운데에는 스페인의 지휘관인 돈 알바로 데 산데(Don Alvaro de Sande)가 포함되었다. 이스탄불 주재 오스트리아 합스부르크 군주국 대사를 역임하고 있던 오지에 드 부스베크(Ogier de Busbecq)는 자신의 저서를 통해 방어 부대의 저항에 의미가 있었음을 인정했으며 돈 알바로 데 산데는 소형 선박에서 탈출을 시도했지만 오스만 제국의 포로로 잡혔다고 밝혔다.
돈 알바로 데 산데는 부스베크의 요청에 따라 몸값을 지불하면서 석방되었고 1565년에 일어난 몰타 공방전에서 오스만 제국을 상대로 전투를 벌이게 된다.

## 전투의 영향
1538년에 일어난 프레베자 해전에서 승리한 오스만 제국은 제르바 섬 해전에서도 승리하면서 지중해 해상권 경쟁에서 우위에 서게 되었다. 반면 스페인 해군 함대는 600명의 훈련된 선원, 2,400명의 화승총 요원 부대를 잃게 되면서 큰 타격을 입었다.
1565년 오스만 제국은 몰타 기사단(1522년 로도스섬을 오스만 제국에 빼앗기면서 몰타 섬으로 이전함)이 점령하고 있던 몰타를 침공했지만 실패하고 만다.